# Associação Brasileira de Direitos Reprográficos
Associação Brasileira de Direitos Reprográficos (ABDR) é uma entidade que reúne diversas editoras brasileiras.